# Wykosowo
Wykosowo (kaszb. Wëkòsewò lub też Wëkòsowò, niem. Vixow) – wieś w Polsce położona w województwie pomorskim, w powiecie słupskim, w gminie Główczyce.
Miejscowość do początku XXI w. miała własną drużynę piłkarską Jantar Wykosowo.

## Nazwa
Nazwa, wzmiankowana po raz pierwszy w formie Wicesouo w 1282, ma pochodzenie słowiańskie. Co do jej charakteru wysunięto następujące hipotezy etymologiczne:
- nazwa dzierżawcza wyprowadzona od nazwy osobowej *Wykos przy pomocy formantu -owo,[6],
- nazwa kulturowa wyprowadzona od pomorskiej nazwy pospolitej *vykos „żniwa, sianokosy” przy pomocy formantu -owo[6].

Niemiecka nazwa Vixow jest adaptacją fonetyczną pierwotnej nazwy słowiańskiej.
Rada Języka Kaszubskiego proponuje kaszubską formę nazwy Wëkòsowò.

## Historia
- 1315 – wzmianka w dokumencie lennym, kiedy hrabia Waldemar von Brandenburg oddał posiadłość jako lenno w ręce Kasimira Svenzo i jego dziedziców.
- od 1400 do 1835 w posiadaniu Stojentinów, co potwierdzają listy lenne z 1575, 1608, 1618, 1621 i 1665.
- 1523 – jako właściciela wymienia się „Hans Soientyn to Vixsowe”.
- 1717 – majątek składał się z czterech części, a właścicielami są: Lorentz Georg von Stoyenthin, Jochim von Zitzwitz, Johann Lorentz von Puttkamers Wittbe i Peter Georg von Stoyenthins Wittwe.
- po 1777 Wykosowo w całości należy do Michaela Sigmunda von Stojentin.
- 1784 – we wsi były dwa folwarki (duży i mały), 7 chłopów, 5 kosetów, 5 półkosetów, kowal, nauczyciel, na miedzy wsi stał młyn wodny i ogółem 24 dymy.
- 1804 – panem Wykosowa jest Friedrich Ewald Heinrich von Stojentin.
- 1841 – dobra zostały sprzedane za 36.000 talarów niejakiemu panu Wetzel.
- 1.12.1871 – we wsi było 15 budynków mieszkalnych, 25 gospodarstw i żyło tu 156 mieszkańców (4 lata wcześniej było ich 173), w tym jeden katolik i 5 Żydów.
- 1884 – właścicielem jest Wilhelm Ott.
- 1910 – majątek został kupiony przez Williama Heyn (stara rodzina pomorska, do której należeli wpływowi kupcy ze Słupska, Szczecina i Gdańska). Przedstawiciele tego znaczącego rodu piastującego ważne urzędy lokalne i ponadlokalne byli ostatnimi właścicielami Wykosowa.
- 1938 – majątek należy do Joachima Friedricha Heyn.
- 1939 – wieś o powierzchni 1.071 ha liczyła 299 mieszkańców. Większość powierzchni było ziemią uprawną. Poza posiadłością pańską liczącą 822 ha istniało jeszcze 13 małych i średnich gospodarstw, z tego 5 o pow. od 20 do 100 ha. Podatek gruntowy wynosił 9,02 RM/ha. Funkcjonowała tu gorzelnia - Heyn, mleczarnia, gospoda i handel towarem - Bernhard Desens. Wszyscy mieszkańcy wsi byli ewangelikami. W jednoklasowej szkole 61 dzieci (1932 rok) uczył nauczyciel Warkus.

W latach 1975–1998 miejscowość administracyjnie należała do województwa słupskiego.

## Zabytki
We wsi znajduje się eklektyczny pałac z XIX w. wzniesiony na planie prostokąta, z fasadą zdobioną pseudoportykiem i oflankowanej pseudowieżami zwieńczonych wysokimi, czterospadowymi hełmami. W pobliżu zabudowania folwarku pochodzące z trzeciej ćwierci XIX wieku oraz kilka pomników przyrody
- Wykosowo. powiatslupsk.info. [zarchiwizowane z tego adresu (2006-12-23)].